# Öländsk tegellav
Öländsk tegellav (Psora vallesiaca) är en lavart som först beskrevs av Ludwig Emanuel Schaerer och som fick sitt nu gällande namn av Einar Timdal. 
Öländsk tegellav ingår i släktet Psora och familjen Psoraceae. Enligt den svenska rödlistan är arten starkt hotad i Sverige. Arten förekommer på Gotland och Öland. Artens livsmiljö är skogslandskap, jordbrukslandskap, sjöar och vattendrag.